# Vedskålen
Vedskålen är en bergstopp i Antarktis. Den ligger i Östantarktis. Norge gör anspråk på området. Toppen på Vedskålen är 2 243 meter över havet.
Terrängen runt Vedskålen är varierad. Trakten är obefolkad. Det finns inga samhällen i närheten. 